# George-Grosz-Platz
Koordinaten: 52° 30′ 5,5″ N, 13° 19′ 1,8″ O
Der George-Grosz-Platz ist ein öffentlicher Platz am Kurfürstendamm im Berliner Ortsteil Charlottenburg des Bezirks Charlottenburg-Wilmersdorf. Die kreuzende Straße ist die Schlüterstraße. Der Platz befindet sich gegenüber vom Haus Cumberland.

## Geschichte
Der Platz wurde 1986 nach dem deutsch-amerikanischen Maler, Grafiker und Karikaturisten George Grosz benannt. Lange Zeit kam er nicht über die Nutzung als Verkehrsinsel hinaus und bot in den späten 1990er Jahren teilweise ein verwahrlostes Bild.
Ende der 2000er Jahre begannen die Umbaumaßnahmen, bei denen die diagonal verlaufende Querverbindungsstraße zwischen Kurfürstendamm und Schlüterstraße geschlossen wurde. Dadurch bekamen die Cafés mehr Freiraum für Stühle und erhöhten die Aufenthaltsqualität des Platzes merklich. Gesponsert wurde der Umbau des Platzes vom Energieunternehmen Vattenfall, das im Gegenzug eine Trafostation auf dem Platz errichtete, die durch eine Hülle künstlerisch verkleidet wurde. Die ursprünglichen Konzepte wurden von der Künstlerin Hella De Santarossa ausgearbeitet, die ebenfalls den blauen Obelisken am Theodor-Heuss-Platz entwarf. Die Pläne wurden allerdings verworfen und Vattenfall sorgte selbst für ein gestalterisches Konzept. Die Eröffnung erfolgte im Juli 2010 und wurde unter anderem auch von Ana Fonell, der Großnichte von George Grosz, begleitet.
Am 7. Dezember 2012 enthüllte der Baustadtrat von Charlottenburg-Wilmersdorf, Marc Schulte, gemeinsam mit der Unternehmerin Heidi Hetzer und der Schwiegertochter von George Grosz, Lilian Grosz, ein von Heidi Hetzer übereignetes Schmuckschild.